# トマス・ピンチョン
トマス・ラッグルス・ピンチョン・ジュニア（英語:Thomas Ruggles Pynchon Jr.、1937年5月8日 - ）は、アメリカの小説家。現代のアメリカ文学を代表する小説家のひとりであり、1990年代以降定期的にノーベル文学賞候補に挙げられている。公の場に一切姿を見せない覆面作家として知られる。
作品は長大で難解とされるものが多く、SFや科学、TVや音楽などのポップカルチャーから歴史まで極めて幅広い要素が含まれた総合的なポストモダン文学である。

## 略歴
1937年、ニューヨーク州ロングアイランド、グレンコーブに測量技師トマス・ラグルズ・ピンチョン・シニアとキャサリン・フランセス・ベネット・ピンチョンの間に長男として生まれる。妹と弟がいる。
父はプロテスタントで母はアイルランド系のカトリック。16歳でオイスター・ベイ高校を最優秀学生として卒業した。コーネル大学から奨学金を得て、同年秋に工学部応用物理工学科に入学。2年後には大学を一時離れ、海軍に2年間所属した。
1957年にはコーネル大学に戻り英文科に入学。当時の創作科の講師にウラジミール・ナボコフがおり、ピンチョンはその講義を受けていたと言われている（レポートの採点をまかされていたナボコフの妻はピンチョンの独特な手書き文字を覚えていると証言している）。大学3年と4年の時に学内で発行される文芸雑誌『コーネル・ライター』の編集に携わり、1959年5月同誌に「スモール・レイン」を発表。
1959年、大学を最優の成績で卒業したピンチョンは、複数の大学院からの奨学金を断り、マンハッタンのグリニッジ・ヴィレッジのアパートメントでボヘミアン生活を送りながら小説『V.』を執筆しはじめる 1960年2月から1962年9月までの間、シアトルのボーイング航空機会社に就職して米軍の地対空ミサイルボマークのテクニカルライターとして働いている。その間、3編の短編（「ロウ・ランド」「エントロピー」「アンダー・ザ・ローズ」）を文芸誌に掲載。退職後はカリフォルニアやメキシコに移り住んだとされている。
1962年、メキシコで長編第1作『V.』を完成。1963年に出版され、同年度の最優秀処女小説に与えられるフォークナー賞を受けた。
1966年、長編第2作『競売ナンバー49の叫び』を発表。ローゼンタール基金賞を受賞。1967年から1972年まではおそらくメキシコとカリフォルニアで生活していたと思われる。
1973年、長編第3作目にして代表作『重力の虹』を発表。1974年度の全米図書賞を受賞する。同年、ピューリッツァー賞フィクション部門に諮問委員会が全員一致で推薦したが、理事会は「読みにくく卑猥である」としてこれを退け同部門は該当作無しとなった）。以後、約16年にわたり新作を発表しなかった。
1975年、米文芸アカデミーより5年に1度優秀な小説に与えられるハウエルズ賞に選ばれたが、「いらないものはいらない」と受賞を辞退。
1984年、初期短編を集めた『スロー・ラーナー』発表。序文を書き下ろす。同年10月28日、ニューヨーク・タイムズにエッセイ「ラッダイトをやってもいいのか？（Is It O.K. to Be a Luddite?）」を掲載（日本語訳は『夜想』25号（1989年））。1988年、マッカーサー奨励金（MacArthur Foundation Genius Grant）として31万ドルを受ける。
1990年、16年ぶりの長編第4作『ヴァインランド』発表。それ以前に取材を兼ねて2度来日したとも噂される。90年代半ば、出版エージェントのメラニー・ジャクソンと結婚、長男ジャクソン・ピンチョンが生まれる。
1997年、長編第5作『メイスン&ディクスン』発表。2003年、ジョージ・オーウェル著『1984年』の新版に序文を寄稿。
2006年、長編第6作『逆光』を出版。オンライン書店Amazon.comに、ピンチョン本人と思われる人物によって宣伝文が掲載される。
2009年、長編第7作『LAヴァイス』発表。
2014年、長編第8作『ブリーディング・エッジ』発表。初の映画化となる『インヒアレント・ヴァイス』が北米で公開。

## 作品
- 「エントロピー」Entropy（1960年） - 短編
  - 短編集『スロー・ラーナー』所収。他に「現代アメリカ短編選集第3」（井上謙治訳、白水社、1970年 / 新装版「アメリカ幻想小説傑作集」白水Uブックス、1985年）にも収録
- 『V.』V.（1963年）
  - 三宅卓雄・伊藤貞基・中川ゆきこ・広瀬英一・中村紘一訳、国書刊行会、1979年
  - 小山太一・佐藤良明訳、新潮社「トマス・ピンチョン 全小説」、2011年
- 『競売ナンバー49の叫び』The Crying of Lot 49（1966年）
  - 志村正雄訳、サンリオ文庫、1985年 / 筑摩書房、1992年 / ちくま文庫、2010年
  - 佐藤良明訳、新潮社「トマス・ピンチョン 全小説」、2011年
- 『重力の虹』Gravity's Rainbow（1973年）
  - 越川芳明・佐伯泰樹・植野達郎・幡山秀明訳、国書刊行会、1993年
  - 佐藤良明訳、新潮社「トマス・ピンチョン 全小説」、2014年
- 『スロー・ラーナー』Slow Learner-Early Stories（1984年） - 短編集
  - 志村正雄訳、筑摩書房、1988年 / ちくま文庫、1994年 / 新装版、2008年
  - 佐藤良明訳、新潮社「トマス・ピンチョン 全小説」、2010年
- 『ヴァインランド』Vineland （1990年）
  - 佐藤良明訳、新潮社、1998年
  - 佐藤良明訳（改訳）、河出書房新社「池澤夏樹=個人編集 世界文学全集」、2009年
  - 佐藤良明訳（改訳）、新潮社「トマス・ピンチョン 全小説」 2011年
- 『メイスン&ディクスン』Mason & Dixon（1997年)
  - 柴田元幸訳、新潮社「トマス・ピンチョン 全小説」、2010年
- 『逆光』Against the Day（2006年)
  - 木原善彦訳、新潮社「トマス・ピンチョン 全小説」、2010年
- 『LAヴァイス』Inherent Vice（2009年)
  - 栩木玲子・佐藤良明訳、新潮社「トマス・ピンチョン 全小説」、2012年
- 『ブリーディング・エッジ』Bleeding Edge（2013年）
  - 佐藤良明・栩木玲子訳、新潮社「トマス・ピンチョン 全小説」、2021年

### トマス・ピンチョン 全小説
全集。新潮社が2010年6月から刊行、2021年5月に最新作『ブリーディング・エッジ』が刊行され、ピンチョンの既発表作すべてを網羅した。

## メディア・ミックス

### 映画
- インヒアレント・ヴァイス（2015年4月18日、監督：ポール・トーマス・アンダーソン、主演：ホアキン・フェニックス）
- ワン・バトル・アフター・アナザー（2025年10月3日、監督：ポール・トーマス・アンダーソン、主演：レオナルド・ディカプリオ）

## 備考
- 覆面作家として著名であり、顔写真も学生時代と軍隊時代のものが2点知られているのみである。『V.』のフォークナー賞授賞式以降は公の場に一切姿を見せず、顔を出さない形でのインタビューなども受けていない。作品の難解さと寡作さも相まって、神秘的なイメージの強い作家としても知られる。しかし、2004年1月にアニメ『ザ・シンプソンズ』に本人役として突如出演（声のみ）、2月にも再登場し世間を驚かせた。このことは世間に強い衝撃を与え、覆面作家が増える原因の一つにもなった。
- 上記に付随するエピソードとしてフォークナー賞受賞後、とある雑誌が取材のためピンチョン宅を訪ねたところ、遠くの山中へ逃げ込んでしまい、写真を撮ることはできなかったという。全米図書賞の授賞式の際には姿を現さず、代わりにコメディアンを登壇させ、関係者を困惑させた。
- 自殺したカリフォルニアの作家ワンダ・ティナスキー（英語版）がピンチョンと同一人物であるという噂が1990年代にあった。
- 『メイスン&ディクスン』の次の作品はロシアの数学者ソフィア・コワレフスカヤに関する小説になると噂されていた。その当時ドイツの文化メディア大臣を務めていたミヒャエル・ナウマンは、ドイツでピンチョンのコワレフスカヤ研究を助けたと発言している。その後発表された『逆光』では、コワレフスカヤの名が数度言及され、コワレフスカヤを思い起こさせる女性数学者ヤシュミーン・ハーフコートが登場する。
- かねてから少数の若手作家とは接触があり、スティーヴ・エリクソンはピンチョンからエイミーコミックを手渡されたと告白している。